# DIN 18195
Die DIN 18195 mit dem Titel: Abdichtung von Bauwerken – Begriffe stellt in der aktuellen Version eine Begriffsnorm dar. Die DIN-Norm wurde im Juli 2017 grundlegend überarbeitet.

## Ursprüngliche Normenreihe
Bis zum Juli 2017 wurden in der Normenreihe, bestehend aus 10 Teilen, zentrale Themen der Bauwerksabdichtung zum Schutz von Bauwerken gegen Feuchtigkeit und Wasser geregelt.

### Änderungsvermerk
Die im Juli 2017 zurückgezogenen Teile wurden weitgehend durch folgende Normen ersetzt:
- DIN 18531 (Teil 1 bis 5) Abdichtung von Dächern sowie von Balkonen, Loggien und Laubengängen,
- DIN 18532 (Teil 1 bis 6) Abdichtung von befahrbaren Verkehrsflächen aus Beton,
- DIN 18533 (Teil 1 bis 3) Abdichtung von erdberührten Bauteilen,
- DIN 18534 (Teil 1 bis 4) Abdichtung von Innenräumen und
- DIN 18535 (Teil 1 bis 3) Abdichtung von Behältern und Becken.

### Struktur
Die ursprüngliche Normenreihe DIN 18195 bestand aus den folgenden Teilen:
- Teil 1: Grundsätze, Definitionen, Zuordnung der Abdichtungsarten[2]
- Teil 2: Stoffe[3]
- Teil 3: Anforderungen an den Untergrund und Verarbeitung der Stoffe[4]
- Teil 4: Abdichtungen gegen Bodenfeuchte (Kapillarwasser, Haftwasser) und nichtstauendes Sickerwasser an Bodenplatten und Wänden, Bemessung und Ausführung[5]
- Teil 5: Abdichtungen gegen nichtdrückendes Wasser auf Deckenflächen und in Nassräumen, Bemessung und Ausführung[6]
- Teil 6: Abdichtungen gegen von außen drückendes Wasser und aufstauendes Sickerwasser, Bemessung und Ausführung[7]
- Teil 7: Abdichtungen gegen von innen drückendes Wasser, Bemessung und Ausführung[8]
- Teil 8: Abdichtungen über Bewegungsfugen[9]
- Teil 9: Durchdringungen, Übergänge, An- und Abschlüsse[10]
- Teil 10: Schutzschichten und Schutzmaßnahmen[11]
- Beiblatt 1: Beispiele für die Anordnung der Abdichtung[12]

Außerdem wurden im Dezember 2011 in den Teilen 100 und 101 bei der nächsten Überarbeitung vorgesehene Änderungen und Ergänzungen zu den Normteile 1 bis 6 als Entwurf veröffentlicht.

### Inhalte
Für nicht genutzte Flachdächer galt schon vor 2017 die DIN 18531 Dachabdichtungen in Ergänzung mit der Flachdachrichtlinie. Auch für wasserundurchlässige Massivbauteile, wie Weiße Wannen, galt die DIN 18195 nicht.
Die DIN 18195 unterschied vier Arten der Abdichtung in Abhängigkeit von der Einwirkung des Wassers im Boden auf unterirdische Räume unterschieden, in der Literatur oft auch als Lastfälle bezeichnet:
1. Nichtstauendes Sickerwasser in durchlässigen Böden (z. B. „stark durchlässige“ Böden mit einem Durchlässigkeitsbeiwert k-Wert > 10−4 m/s), Art der Abdichtung nach Teil 4
Hier genügt eine Dickbeschichtung in 3 mm Auftragsstärke, eine Kunststoffbahn (Folie) oder Bitumen-Schweißbahn. Es ist keine Drainage erforderlich.
2. Aufstauendes Sickerwasser (erkennbar an Pfützenbildungen bei lehmigen Boden), Art der Abdichtung nach Teil 6
Der häufigste Fall, soweit kein Grundwasser ansteht. Hier ist eine Dickbeschichtung in zwei Lagen erforderlich, mit eingebettetem Gewebe (sofern im Prüfzeugnis gefordert). Neuere Methoden der Abdichtungen müssen nach Teil 6 zugelassen sein. Die Trockenschichtdicke muss mindestens 4 mm betragen (bei lösemittelhaltigen Bitumenbeschichtungen also nach Trocknung). Neben der Ausführung einer Schwarzen Wanne mit Bitumenschweißbahnen ist auch die Abdichtung mit PVC/Vlies-Bahnen (K-Wanne) sowie WU-Beton („Weiße Wanne“) möglich. Geringe Durchfeuchtungserscheinungen können bei WU-Beton in der Regel nicht ausgeschlossen werden.
3. Drückendes Wasser wird u. a. angenommen, wenn der höchste Grundwasserstand weniger als 30 cm von der Oberkante der Bodenplatte entfernt ist und die Gründung tiefer liegt als 3 m; bei einer weniger tiefen Gründung ist in bindigem Boden von vorübergehend aufstauendem Wasser aufzugehen; Art der Abdichtung nach Teil 6
Eine Dickbeschichtung gegen drückendes Wasser muss entsprechend den Herstellervorschriften in mind. 2 Arbeitsgängen aufgeführt werden und eine Trockenschichtdicke von mind. 4 mm aufweisen. Alternativ können Selbstklebebahnen verwendet oder die K-Wanne ausgeführt werden.
4. Von innen drückendes Wasser [Negativabdichtung]; Art der Abdichtung nach Teil 5
1. mäßig beanspruchte Nassflächen in privaten Bereichen
2. hoch beanspruchte Nassflächen in privaten oder gewerblich genutzten Bereichen
Die Entwässerung erfolgt über Gefälle und geeignete Bodeneinlauf- oder Rinnensysteme, ggf. mit einer 2. Entwässerungsebene. Vorgaben zum Mindestabstand zwischen Durchdringungen der Abdichtung (z. B. bei gehäuft auftretenden Rohrleitungen) sind zu beachten, um die Abdichtung normgerecht ausführen zu können.